# Petr Fiala
Petr Fiala (tjeckiskt uttal: [ˈpɛtr̩ ˈfɪjala]), född 1 september 1964 i Brno i dåvarande Tjeckoslovakien (nuvarande Tjeckien), är en tjeckisk politiker och statsvetare som är Tjeckiens premiärminister sedan den 17 december 2021 och partiledare för Medborgardemokraterna sedan den 18 januari 2014.
Fiala valdes till ledamot av Tjeckiens deputeradekammare i parlamentsvalet 2013 som en obunden kandidat. Han valdes till partiledare för Medborgardemokraterna i januari 2014 med löfte om förnya partiet och återvinna allmänhetens förtroende efter en rad korruptionsskandaler som involverade den tidigare partiledare och premiärministern Petr Nečas. Fialas parti blev näst störst vid parlamentsvalet 2017 och fortsatte som oppositionsparti trots flera inviter till att ingå i regeringen under premiärminister Andrej Babiš.
Inför parlamentsvalet 2021 tog Fiala initiativ till en valallians bestående av partier från den politiska mitten till höger bestående av hans egna Medborgardemokraterna (ODS), KDU-ČSL och TOP 09 under parollen Spolu. Han utsågs kort därefter till alliansens kandidat premiärminister och kandiderade under en plattform som var pro-Väst och pro-Europeisk med ett tydligt fokus på ekonomisk ansvarstagande och fördjupat samarbete med NATO. 
Efter valet bildade valalliansen Spolu koalitionsregering med valalliansen Piráti a Starostové och kunde med stöd av 108 av 200 ledamöter i deputeradekammaren utses till premiärminister av president Miloš Zeman den 28 november 2021 och tillträdde uppdraget den 17 december 2021. Vid sitt tillträde var Fiala den tredje äldsta att bli premiärminister i Tjeckien, liksom den första med bakgrund som statsvetare  och den första från Brno.